# Jadrtovac
Jadrtovac je naselje u sastavu Grada Šibenika, u Šibensko-kninskoj županiji. Nalazi se oko 10 kilometara jugoistočno od Šibenika na istočnoj obali Morinjskog zaljeva. Morinjski zaljev je poznato prirodno mrijestilište ribe, a pogodan je i za uzgoj školjaka zbog miješanja bočate vode i mora. Ujedno je poznat i po ljekovitom blatu čiju je mogućnost primjene u medicinske svrhe potvrdio Odbor za zdravstveni turizam i prirodne ljekove pri Akademiji medicinskih znanosti. O bogatoj povijesti mjesta svjedoče ostatci ranokršćanske crkve i renesansnih kaštela, te barokni oltar i kula. 

## Povijest
U povijesnom naselju Zamurva, današnjem Jadrtovcu, trogirska plemićka obitelj Andreis sagradila je kaštel Andreis za zaštitu od osmanskih provala na svoje posjede na šibenskom teritoriju. Kaštel se prvi put spominje 1494. godine u izvještaju jednog njemačkog hodočasnika. U centru Jadrtovca, sačuvane su dvije kule kaštela, jedna veća polukružna, a druga manja pravokutna, zatim glavna ulazna vrata i dijelovi nekadašnjeg bedema u jadrtovačkim kućama.

## Stanovništvo
Prema popisu iz 2011. naselje je imalo 171 stanovnika.
| broj stanovnika | 182   | 157   | 166   | 146   | 211   | 265   | 247   | 281   | 379   | 384   | 469   | 386   | 359   | 444   | 202   | 171   | 171   |
|                 | 1857. | 1869. | 1880. | 1890. | 1900. | 1910. | 1921. | 1931. | 1948. | 1953. | 1961. | 1971. | 1981. | 1991. | 2001. | 2011. | 2021. |

## Znamenitosti
- Kaštel Andreis
- crkva svete Margarite